# Festival de Cine Fantástico y Terror de Las Palmas de Gran Canaria
Festival de Cine Fantástico y Terror de Las Palmas de Gran Canaria es un festival de cine que se celebra en Las Palmas de Gran Canaria (Gran Canaria; Canarias; España) dedicado al cine fantástico y de terror. 
En su primera edición (año 2000) contó con el patrocinio del canal temático Calle 13 y de la operadora de cable de aquel entonces: Canarias Telecom, que entre sus abonados sorteaban entradas para los pases organizados.
Se caracteriza por tratarse de un Festival "amateur" organizado por aficionados al género.
- Datos: Q5861167